# Florian Grassl
Florian Grassl (* 22. April 1980 in Freilassing) ist ein ehemaliger deutscher Skeletonfahrer.
Florian Grassl ist Sportsoldat und startet für den WSV Königssee. Skeletonsport betreibt er seit 2002. Auf internationaler Ebene startete er als erstes bei einem Europacuprennen in Winterberg, das er gleich gewann. Bei den anschließenden Deutschen Meisterschaften für 2003 (ausgetragen im Dezember 2002) wurde er hinter Willi Schneider Vizemeister. Im Januar 2003 wurde er in Igls erstmals im Weltcup eingesetzt und kam sofort auf einen neunten Platz. Es folgte ein siebter Platz in St. Moritz und die Qualifikation zu den Europameisterschaften, die ebenfalls in St. Moritz ausgetragen wurden, wo er hinter Walter Stern und Gregor Stähli Dritter wurde. Bei den Weltmeisterschaften des Jahres wurde er Zwölfter. Im Sommer wurde er noch Vizeweltmeister bei den Anschubweltmeisterschaften hinter Alexander Arktschipenko in Groningen.
Nächster Karrierehöhepunkt war nach dem Gewinn der Bayerischen Meisterschaft der Gewinn der Deutschen Meisterschaft 2004. Bei den Weltmeisterschaften in Königssee konnte Grassl sein bislang bestes Ergebnis erreichen und wurde Vizeweltmeister hinter dem Kanadier Duff Gibson. Die Europameisterschaften des Jahres in Altenberg beendete der Schönauer als Fünfter. In der folgenden Saison wurde er bei den Europameisterschaften in Altenberg Sechster. In Igls erreichte er mit einem vierten Rang seine bis heute beste Weltcupplatzierung. Bei den Deutschen Meisterschaften in Altenberg im Januar 2005 wurde Grassl Dritter. Die Weltmeisterschaften zum Saisonabschluss in Calgary verpatzte er als 18. Im Sommer nahm er erneut bei den Startweltmeisterschaften in Guadalajara teil und wurde Dritter. Nachdem er sich 2010 nach 2009 erneut nicht für den Weltcup-Kader qualifizieren konnte, erklärte Grassl seinen Rücktritt vom Leistungssport.